# Herbert Mitgang
Herbert Mitgang (n. 20 ianuarie 1920, New York City, New York, SUA – d. 21 noiembrie 2013, New York City, New York, SUA) a fost un scriitor, editor, jurnalist, dramaturg și producător american de filme documentare pentru televiziune.

## Viața
Născut în Manhattan, el a absolvit studii de drept la St. John's University. A început o carieră de jurnalist încă din perioada studiilor universitare, scriind articole sportive pentru The Brooklyn Eagle.
În timpul celui de-al Doilea Război Mondial, el a servit ca ofițer de informații și jurnalist militar.

## Activitatea
În timpul celui de-al Doilea Război Mondial Mitgang a îndeplinit misiunea de corespondent militar și a devenit redactor-șef al edițiilor de Oran-Casablanca și Sicilia ale revistei Stars and Stripes. După război a fost angajat la ziarul The New York Times. În cei 47 de ani de carieră la ziar, el a lucrat ca redactor responsabil al secțiunii de teatru a ediției de duminică, a fost membru al consiliului de redacției timp de doisprezece ani, precum și corespondent și critic de carte până la pensionarea sa în anul 1995. Din 1964 până în 1967 Mitgang a fost asistent al președintelui și redactor executiv la CBS News și a produs mai multe documentare CBS Reports. El a predat, de asemenea, cursuri de seară în limba engleză la City College of New York în anii 1948-1949 și a fost profesor invitat la Universitatea Yale în perioada 1975-1976. Din 1948 până în 1949 a fost membru al comitetului executiv al Newspaper Guild of New York. El a fost un vechi membru și a servit ca președinte al Authors League Fund și Authors Guild. A fost membru al Societății Istoricilor Americani și de membru al Dramatists Guild of America. Mitgang a contribuit cu articole la diferite reviste, a scris mai multe romane și biografii și a editat mai multe cărți. Lucrările sale se află în colecția Bibliotecii Publice din New York.
Mitgang a fost unul dintre principalii reclamanți în cazul "Authors Guild vs. Google" (2005), al cărui scop era de a preveni compania Google să furnizeze un index de căutare complet al literaturii existente.

## Cărți
- Lincoln As They Saw Him (1956) ASIN B000RQENP0
- Washington, D.C. in Lincoln’s Time (1958) (Noah Brooks/Mitgang Ed.)
- Civilians Under Arms: The Stars & Stripes - Civil War to Korea (Ed., prefață) (1959) ASIN B000R0HKS8
- The Return (1959) ASIN B000KBJCFI
- The Man Who Rode The Tiger: The Life And Times of Judge Samuel Seabury (1963) ASIN B000PV42I0
- The Letters of Carl Sandburg (Ed.) (1968) ASIN B0016KMQ0K
- America at Random: Topics of The Times (Ed.) (1969) ASIN B000SATTOK
- Working for the Reader: A Chronicle of Culture, Literature, War and Politics in Books from the 1950s to the Present (1970) ISBN: 978-0-8180-1155-9
- Abraham Lincoln: A Press Portrait (1971) SBN 8129-0170-3
- Spectator of America (1971) (Edward Dicey/Mitgang Ed.) ISBN: 978-0-8203-1172-2
- Get These Men Out of the Hot Sun (1972) ISBN: 0-87795-035-0
- The Fiery Trial - A Life of Lincoln (1974) ASIN B000HKOFYA
- The Montauk Fault (1982) ISBN: 978-0-345-30378-3
- Kings in the Counting House (1983) ISBN: 0-87795-424-0
- Dangerous Dossiers: Exposing the Secret War Against America's Greatest Authors (1988) ISBN: 978-0-517-07474-9
- Words Still Count with Me: A Chronicle of Literary Conversations (1995) ISBN: 0-393-03880-7
- Once Upon a Time in New York: Jimmy Walker, Franklin Roosevelt, and the Last Great Battle of the Jazz Age (2004) ISBN: 978-0-8154-1263-2
- Newsmen in Khaki: Tales of a World War II Soldier Correspondent (2004) ISBN: 978-1-58979-094-0

## Piese de teatru
- Mister Lincoln (1982) ISBN: 0-8093-1034-1 (reprezentată în mai multe locuri, inclusiv la Teatrul Morosco de pe Broadway și la Teatrul Ford din Washington, D.C., și difuzată la televiziunea publică)
- Adlai, Alone (a avut premiera la Muzeul de Istorie al comitatului McLean, Bloomington, IL, 2004)

## Documentare TV
- În timp ce lucra la CBS News, Mitgang a scris și a produs mai multe documentare, inclusiv: Carl Sandburg: Lincoln's Prairie Years; Anthony Eden on Vietnam; Henry Moore: Man of Form; și D-Day Plus 20 Years: Eisenhower Returns to Normandy.

## Articole în reviste
- Articolele și recenziile literare ale lui Mitgang au apărut în The New Yorker, The New York Times Magazine, The Nation, The Progressive, Atlantic Monthly, Harper’s, Town and Country, Newsweek, American Heritage, Military History Quarterly și Art News. Articolele sale din The New Yorker includ profile ale editoarei Helen Wolff și amiralului Gene LaRocque, și un articol despre strângerea în secret de către FBI a unor dosare ale scriitorilor și artiștilor.

## Premii și distincții
- Premiul George S. Polk pentru întreaga carieră (1992)
- Premiul American Bar Association Silver Gavel (1964, 1969); Certificate de Merit (1970, 1973)
- Society of the Silurians 25-year News Achievement Award (1993)
- Premiul Literary Lions, NY Public Library (1988)
- Premiul Barondess/Lincoln, Civil War Roundtable of New York (1981)
- Premiul NY State Bar Association Media (1976)
- Premiul pentru drepturile omului al Newspaper Guild of NY (1958)
- Decorat cu Ordinul de Merit în grad de Cavaler de către președintele Republicii Italiene pentru articolele scrise despre cultura și literatura italiană

## Familie
Mitgang a fost căsătorit cu Shirley (n. Kravchick), cu care a avut un fiu, Lee, și două fete: Estera, care a murit în 2007, și Laura.

## Moartea
Mitgang a murit în urma unor complicații cauzate de pneumonie.